# Битва при Аргаоні
Битва при Аргаоні відбулася 29 листопада 1803 року між британськими військами під орудою Артура Веллслі та з'єднаними силами маратхських правителів.

## Короткий зміст
Після поразки у битві при Ласварі сили Бхонсле і Скіндіїв 28 листопада 1803 року почали відхід. 29 листопада три британські батальйони, які напередодні себе добре зарекомендували в бою, під артилерійським обстрілом маратхів біля Shirsoli — 3 милі від Аргаона, та почали відходити. Із втратами у реманенті та 349 вбитими Веллслі зумів згуртувати британські сили та перемогти маратхські сили.